# Llista de topònims de Vallcebre
Montmajor
Llista de topònims (noms propis de lloc) del municipi de Vallcebre, al Berguedà
Informació actualitzada per un bot. Els canvis manuals es perdran quan s'actualitzi!

## edifici
| imatge | Nom                                                | Ubicat a  | instància de  | Detalls                     | coordenades                                                                                         | Protecció                   | Commons (més fotos)                                          | Dades a WD                    |
| ------ | -------------------------------------------------- | --------- | ------------- | --------------------------- | --------------------------------------------------------------------------------------------------- | --------------------------- | ------------------------------------------------------------ | ----------------------------- |
|        | Campanar de Santa Maria de Vallcebre               | Vallcebre | edifici       | 1931                        | 42° 12′ 14″ N, 1° 49′ 06″ E / 42.204014°N,1.81846°E ca:Carretera de les Mines s/n, 08699 Vallcebre. | bé cultural d'interès local | Campanar de l'església parroquial de Santa Maria (Vallcebre) | Modifica les dades a Wikidata |
|        | Romeu                                              | Vallcebre | edifici masia |                             | 42° 12′ 39″ N, 1° 48′ 50″ E / 42.2108308386184°N,1.81378802058551°E                                 |                             |                                                              | Modifica les dades a Wikidata |
|        | Túnel de l'antic telefèric del collet de Vallcebre | Vallcebre | edifici       | Estil: arquitectura popular | 42° 12′ 03″ N, 1° 48′ 19″ E / 42.200894°N,1.805247°E                                                | bé cultural d'interès local |                                                              | Modifica les dades a Wikidata |

## entitat singular de població
| imatge | Nom                    | Ubicat a  | instància de                                   | Detalls | coordenades                                                        | Protecció | Commons (més fotos) | Dades a WD                    |
| ------ | ---------------------- | --------- | ---------------------------------------------- | ------- | ------------------------------------------------------------------ | --------- | ------------------- | ----------------------------- |
|        | Sant Julià de Fréixens | Vallcebre | entitat singular de població                   | 11 hab  | 42° 13′ 23″ N, 1° 49′ 27″ E / 42.22304199°N,1.82423632°E 1001 msnm |           |                     | Modifica les dades a Wikidata |
|        | Vallcebre              | Vallcebre | entitat singular de població capital municipal | 261 hab | 42° 12′ 14″ N, 1° 49′ 06″ E / 42.20392281°N,1.81819507°E 1121 msnm |           |                     | Modifica les dades a Wikidata |

## església
| imatge | Nom                                       | Ubicat a  | instància de                 | Detalls                                                        | coordenades | Protecció                                  | Commons (més fotos)      | Dades a WD                    |
| ------ | ----------------------------------------- | --------- | ---------------------------- | -------------------------------------------------------------- | --- | ------------------------------------------ | ------------------------ | ----------------------------- |
|        | Antiga església parroquial de Santa Maria | Vallcebre | església                     | Estil: arquitectura popular Estat: enderrocat o destruït       | 42° 12′ 14″ N, 1° 49′ 06″ E / 42.204014°N,1.81846°E                                                                | bé integrant del patrimoni cultural català |                          | Modifica les dades a Wikidata |
|        | Sant Julià de Fréixens                    | Vallcebre | església                     | Estil: arquitectura romànica arquitectura popular 12nd century | 42° 13′ 22″ N, 1° 49′ 31″ E / 42.2228°N,1.82524°E ca:Ctra. Guardiola-Saldes, km 6, poc abans de Maçaners 1002 msnm | bé cultural d'interès local                | Sant Julià de Fréixens   | Modifica les dades a Wikidata |
|        | Sant Ramon del Portet                     | Vallcebre | església                     | Estil: arquitectura popular 1853                               | 42° 12′ 01″ N, 1° 50′ 20″ E / 42.2002°N,1.83875°E ca:El Portet                                                     | bé cultural d'interès local                |                          | Modifica les dades a Wikidata |
|        | Santa Magdalena del Boixader              | Vallcebre | església                     | Estil: arquitectura popular                                    | 42° 11′ 15″ N, 1° 49′ 12″ E / 42.187626°N,1.819981°E 1296 msnm                                                     | bé cultural d'interès local                |                          | Modifica les dades a Wikidata |
|        | Santa Maria de Vallcebre                  | Vallcebre | església església parroquial | Estil: arquitectura popular 2000                               | 42° 12′ 16″ N, 1° 49′ 06″ E / 42.204342°N,1.818386°E ca:Carretera de les Mines, s/n, 08699 Vallcebre               | bé integrant del patrimoni cultural català | Santa Maria de Vallcebre | Modifica les dades a Wikidata |
|        | capella de la Mare de Déu de Núria        | Vallcebre | església                     | Estil: arquitectura popular 18th century                       | 42° 11′ 57″ N, 1° 49′ 36″ E / 42.1992°N,1.82654°E ca:Camí del Portet, s/n, 08699 Vallcebre                         | bé integrant del patrimoni cultural català |                          | Modifica les dades a Wikidata |

## font
| imatge | Nom                  | Ubicat a  | instància de | Detalls | coordenades                                                         | Protecció | Commons (més fotos) | Dades a WD                    |
| ------ | -------------------- | --------- | ------------ | ------- | ------------------------------------------------------------------- | --------- | ------------------- | ----------------------------- |
|        | font Solanella       | Vallcebre | font         |         | 42° 11′ 32″ N, 1° 47′ 20″ E / 42.1922264563394°N,1.78901783252155°E |           |                     | Modifica les dades a Wikidata |
|        | font de la Canalassa | Vallcebre | font         |         | 42° 11′ 58″ N, 1° 48′ 17″ E / 42.19931775323°N,1.8045879747314°E    |           |                     | Modifica les dades a Wikidata |
|        | font de la Got-got   | Vallcebre | font         |         | 42° 11′ 44″ N, 1° 47′ 52″ E / 42.1954249311308°N,1.79770132916053°E |           |                     | Modifica les dades a Wikidata |
|        | font dels Cóms       | Vallcebre | font         |         | 42° 11′ 15″ N, 1° 47′ 29″ E / 42.187472595932°N,1.791490251285°E    |           |                     | Modifica les dades a Wikidata |

## jaciment paleontològic
| imatge | Nom                                       | Ubicat a  | instància de           | Detalls | coordenades                                                         | Protecció | Commons (més fotos) | Dades a WD                    |
| ------ | ----------------------------------------- | --------- | ---------------------- | ------- | ------------------------------------------------------------------- | --------- | ------------------- | ----------------------------- |
|        | jaciment paleontològic de Fumanya Nord    | Vallcebre | jaciment paleontològic |         | 42° 11′ 27″ N, 1° 47′ 55″ E / 42.1908687193249°N,1.79864755148288°E |           |                     | Modifica les dades a Wikidata |
|        | jaciment paleontològic de la Mina de Tomí | Vallcebre | jaciment paleontològic |         | 42° 12′ 01″ N, 1° 47′ 17″ E / 42.2001516077269°N,1.78813974861862°E |           |                     | Modifica les dades a Wikidata |

## masia
| imatge | Nom                       | Ubicat a  | instància de | Detalls                                  | coordenades | Protecció                                  | Commons (més fotos) | Dades a WD                    |
| ------ | ------------------------- | --------- | ------------ | ---------------------------------------- | --- | ------------------------------------------ | ------------------- | ----------------------------- |
|        | Ca l'Agustinet            | Vallcebre | masia        |                                          | 42° 13′ 36″ N, 1° 48′ 50″ E / 42.226611540059°N,1.81397729583112°E                                                |                                            |                     | Modifica les dades a Wikidata |
|        | Ca l'Andorrà              | Vallcebre | masia        |                                          | 42° 12′ 31″ N, 1° 49′ 21″ E / 42.2085601704445°N,1.82241941213027°E                                               |                                            |                     | Modifica les dades a Wikidata |
|        | Ca l'Esteve               | Vallcebre | masia        |                                          | 42° 13′ 33″ N, 1° 48′ 13″ E / 42.2258910268829°N,1.80356980451207°E                                               |                                            |                     | Modifica les dades a Wikidata |
|        | Ca l'Isard                | Vallcebre | masia        |                                          | 42° 11′ 38″ N, 1° 49′ 21″ E / 42.1937807681145°N,1.822391062374°E                                                 |                                            |                     | Modifica les dades a Wikidata |
|        | Ca la Victòria            | Vallcebre | masia        |                                          | 42° 11′ 39″ N, 1° 49′ 36″ E / 42.194247411237°N,1.82662137986303°E                                                |                                            |                     | Modifica les dades a Wikidata |
|        | Cal Bassenc               | Vallcebre | masia        |                                          | 42° 12′ 32″ N, 1° 49′ 58″ E / 42.208892366636°N,1.83289200304786°E ca:El Comellar                                 |                                            |                     | Modifica les dades a Wikidata |
|        | Cal Batlló                | Vallcebre | masia        | Estil: arquitectura popular              | 42° 12′ 25″ N, 1° 48′ 54″ E / 42.207°N,1.81494°E ca:LLoc de Dalt, s/n, 08699 Vallcebre.                           | bé integrant del patrimoni cultural català |                     | Modifica les dades a Wikidata |
|        | Cal Benetó                | Vallcebre | masia        |                                          | 42° 13′ 25″ N, 1° 47′ 38″ E / 42.223732°N,1.793908°E 1309 msnm                                                    |                                            |                     | Modifica les dades a Wikidata |
|        | Cal Bento                 | Vallcebre | masia        |                                          | 42° 12′ 46″ N, 1° 49′ 19″ E / 42.2128694362324°N,1.82196379335684°E                                               |                                            |                     | Modifica les dades a Wikidata |
|        | Cal Bernat                | Vallcebre | masia        |                                          | 42° 12′ 06″ N, 1° 48′ 53″ E / 42.2017905457368°N,1.81484139021593°E                                               |                                            |                     | Modifica les dades a Wikidata |
|        | Cal Blanc                 | Vallcebre | masia        | Estil: arquitectura popular              | 42° 13′ 35″ N, 1° 48′ 02″ E / 42.2263°N,1.80058°E ca:Sant Julià de Fréixens                                       | bé integrant del patrimoni cultural català |                     | Modifica les dades a Wikidata |
|        | Cal Blau                  | Vallcebre | masia        |                                          | 42° 11′ 56″ N, 1° 50′ 29″ E / 42.1989532566056°N,1.8412507300572°E                                                |                                            |                     | Modifica les dades a Wikidata |
|        | Cal Borni                 | Vallcebre | masia        |                                          | 42° 12′ 05″ N, 1° 48′ 13″ E / 42.2014211166269°N,1.80354710910425°E                                               |                                            |                     | Modifica les dades a Wikidata |
|        | Cal Bufalà                | Vallcebre | masia        |                                          | 42° 11′ 27″ N, 1° 49′ 10″ E / 42.1908066892282°N,1.81956392536987°E                                               |                                            |                     | Modifica les dades a Wikidata |
|        | Cal Caixo                 | Vallcebre | masia        |                                          | 42° 12′ 23″ N, 1° 47′ 49″ E / 42.2064127821943°N,1.79687517794439°E                                               |                                            |                     | Modifica les dades a Wikidata |
|        | Cal Carrando              | Vallcebre | masia        |                                          | 42° 11′ 32″ N, 1° 49′ 53″ E / 42.1923417742601°N,1.83139203862334°E                                               |                                            |                     | Modifica les dades a Wikidata |
|        | Cal Carranxín             | Vallcebre | masia        |                                          | 42° 12′ 49″ N, 1° 49′ 29″ E / 42.2135377034666°N,1.82477418237648°E                                               |                                            |                     | Modifica les dades a Wikidata |
|        | Cal Ceguet                | Vallcebre | masia        |                                          | 42° 13′ 25″ N, 1° 48′ 13″ E / 42.2237108376928°N,1.80350192102977°E                                               |                                            |                     | Modifica les dades a Wikidata |
|        | Cal Cendra                | Vallcebre | masia        |                                          | 42° 12′ 35″ N, 1° 48′ 40″ E / 42.2095884090187°N,1.81121880914269°E                                               |                                            |                     | Modifica les dades a Wikidata |
|        | Cal Cofiner               | Vallcebre | masia        | 18th century                             | 42° 13′ 25″ N, 1° 49′ 31″ E / 42.2236482392393°N,1.825325804727°E ca:Sant Julià de Fréixens                       |                                            |                     | Modifica les dades a Wikidata |
|        | Cal Coix                  | Vallcebre | masia        | Estil: arquitectura popular 18th century | 42° 13′ 19″ N, 1° 49′ 56″ E / 42.2219°N,1.83214°E ca:Els Hostalets, Sant Julià de Fréixens                        | bé integrant del patrimoni cultural català |                     | Modifica les dades a Wikidata |
|        | Cal Corbella              | Vallcebre | masia        |                                          | 42° 11′ 54″ N, 1° 50′ 26″ E / 42.1983337298748°N,1.84054743239678°E                                               |                                            |                     | Modifica les dades a Wikidata |
|        | Cal Corrent               | Vallcebre | masia        | Estil: arquitectura popular              | 42° 11′ 52″ N, 1° 48′ 44″ E / 42.1979°N,1.8122°E ca:Belians                                                       | bé integrant del patrimoni cultural català |                     | Modifica les dades a Wikidata |
|        | Cal Costa                 | Vallcebre | masia        | Estil: arquitectura popular 18th century | 42° 12′ 20″ N, 1° 49′ 02″ E / 42.2056°N,1.81725°E ca:Carrer Major s/n, 08699 Vallcebre.                           | bé integrant del patrimoni cultural català |                     | Modifica les dades a Wikidata |
|        | Cal Curi                  | Vallcebre | masia        | Estil: arquitectura popular              | 42° 11′ 56″ N, 1° 50′ 17″ E / 42.1988°N,1.83801°E ca:El Portet                                                    | bé integrant del patrimoni cultural català |                     | Modifica les dades a Wikidata |
|        | Cal Curt                  | Vallcebre | masia        |                                          | 42° 11′ 43″ N, 1° 48′ 38″ E / 42.1953255211715°N,1.81062626168245°E                                               |                                            |                     | Modifica les dades a Wikidata |
|        | Cal Dens                  | Vallcebre | masia        | Estil: arquitectura popular 18th century | 42° 11′ 58″ N, 1° 48′ 49″ E / 42.1994°N,1.81366°E ca:Belians                                                      | bé integrant del patrimoni cultural català |                     | Modifica les dades a Wikidata |
|        | Cal Felip del Cap del Roc | Vallcebre | masia        |                                          | 42° 12′ 40″ N, 1° 50′ 15″ E / 42.2112005821628°N,1.83758632143063°E                                               |                                            |                     | Modifica les dades a Wikidata |
|        | Cal Francesc              | Vallcebre | masia        |                                          | 42° 13′ 38″ N, 1° 48′ 10″ E / 42.2273071391993°N,1.80291294126197°E                                               |                                            |                     | Modifica les dades a Wikidata |
|        | Cal Genís                 | Vallcebre | masia        |                                          | 42° 12′ 08″ N, 1° 49′ 38″ E / 42.2022159029431°N,1.82730972331439°E                                               |                                            |                     | Modifica les dades a Wikidata |
|        | Cal Gep Xic               | Vallcebre | masia        |                                          | 42° 12′ 53″ N, 1° 48′ 35″ E / 42.2148519171017°N,1.80986009748952°E                                               |                                            |                     | Modifica les dades a Wikidata |
|        | Cal Gravat                | Vallcebre | masia        |                                          | 42° 11′ 44″ N, 1° 49′ 46″ E / 42.1955452522618°N,1.82935881958267°E                                               |                                            |                     | Modifica les dades a Wikidata |
|        | Cal Griera                | Vallcebre | masia        |                                          | 42° 13′ 13″ N, 1° 50′ 26″ E / 42.2202630918886°N,1.84048553281406°E                                               |                                            |                     | Modifica les dades a Wikidata |
|        | Cal Jan Dents             | Vallcebre | masia        |                                          | 42° 11′ 33″ N, 1° 49′ 58″ E / 42.1925730462516°N,1.83287743802923°E                                               |                                            |                     | Modifica les dades a Wikidata |
|        | Cal Janet                 | Vallcebre | masia        |                                          | 42° 12′ 26″ N, 1° 49′ 52″ E / 42.2071906482113°N,1.8311668227008°E                                                |                                            |                     | Modifica les dades a Wikidata |
|        | Cal Jep                   | Vallcebre | masia        |                                          | 42° 11′ 48″ N, 1° 49′ 34″ E / 42.1967633339102°N,1.82605402260266°E                                               |                                            |                     | Modifica les dades a Wikidata |
|        | Cal Jepet                 | Vallcebre | masia        |                                          | 42° 12′ 11″ N, 1° 48′ 58″ E / 42.2029736276453°N,1.81603058082436°E                                               |                                            |                     | Modifica les dades a Wikidata |
|        | Cal Jepó                  | Vallcebre | masia        |                                          | 42° 12′ 09″ N, 1° 48′ 07″ E / 42.2025665011117°N,1.80197503835339°E                                               |                                            |                     | Modifica les dades a Wikidata |
|        | Cal Lleuger               | Vallcebre | masia        |                                          | 42° 12′ 39″ N, 1° 50′ 07″ E / 42.2107814079168°N,1.83532858911815°E ca:El Comellar                                |                                            |                     | Modifica les dades a Wikidata |
|        | Cal Marc                  | Vallcebre | masia        |                                          | 42° 12′ 05″ N, 1° 49′ 10″ E / 42.201496459099°N,1.81951029843347°E                                                |                                            |                     | Modifica les dades a Wikidata |
|        | Cal Mariner               | Vallcebre | masia        |                                          | 42° 13′ 36″ N, 1° 48′ 09″ E / 42.2267435579603°N,1.80241465213829°E                                               |                                            |                     | Modifica les dades a Wikidata |
|        | Cal Martí Dents           | Vallcebre | masia        |                                          | 42° 11′ 34″ N, 1° 50′ 03″ E / 42.192639387671°N,1.83408732456252°E                                                |                                            |                     | Modifica les dades a Wikidata |
|        | Cal Marxa                 | Vallcebre | masia        |                                          | 42° 11′ 57″ N, 1° 48′ 03″ E / 42.1990341475467°N,1.80092744347562°E                                               |                                            |                     | Modifica les dades a Wikidata |
|        | Cal Menudet               | Vallcebre | masia        |                                          | 42° 11′ 52″ N, 1° 50′ 01″ E / 42.1976875833253°N,1.83366749594452°E                                               |                                            |                     | Modifica les dades a Wikidata |
|        | Cal Menut                 | Vallcebre | masia        |                                          | 42° 11′ 46″ N, 1° 51′ 06″ E / 42.1960054553639°N,1.85172066888892°E                                               |                                            |                     | Modifica les dades a Wikidata |
|        | Cal Merlans               | Vallcebre | masia        |                                          | 42° 12′ 03″ N, 1° 49′ 19″ E / 42.2008822949158°N,1.82196848564049°E                                               |                                            |                     | Modifica les dades a Wikidata |
|        | Cal Metge                 | Vallcebre | masia        |                                          | 42° 12′ 24″ N, 1° 48′ 58″ E / 42.2065756450409°N,1.81598754270549°E                                               |                                            |                     | Modifica les dades a Wikidata |
|        | Cal Mollàs                | Vallcebre | masia        |                                          | 42° 11′ 59″ N, 1° 50′ 19″ E / 42.1997189522297°N,1.83859622961025°E                                               |                                            |                     | Modifica les dades a Wikidata |
|        | Cal Monjo                 | Vallcebre | masia        | 18th century                             | 42° 12′ 36″ N, 1° 49′ 56″ E / 42.2099403415825°N,1.83232756174965°E ca:El Comellar                                |                                            |                     | Modifica les dades a Wikidata |
|        | Cal Morera                | Vallcebre | masia        | Estil: arquitectura popular 18th century | 42° 12′ 13″ N, 1° 48′ 49″ E / 42.2035°N,1.81362°E                                                                 | bé integrant del patrimoni cultural català |                     | Modifica les dades a Wikidata |
|        | Cal Mulater               | Vallcebre | masia        |                                          | 42° 11′ 42″ N, 1° 49′ 46″ E / 42.1948709051396°N,1.82946815818244°E                                               |                                            |                     | Modifica les dades a Wikidata |
|        | Cal Nai                   | Vallcebre | masia        | Estil: arquitectura popular              | 42° 12′ 20″ N, 1° 48′ 56″ E / 42.2056°N,1.81553°E ca:Lloc de Dalt.                                                | bé integrant del patrimoni cultural català |                     | Modifica les dades a Wikidata |
|        | Cal Nis                   | Vallcebre | masia        |                                          | 42° 11′ 47″ N, 1° 49′ 42″ E / 42.196445307697°N,1.82842170972883°E                                                |                                            |                     | Modifica les dades a Wikidata |
|        | Cal Pantomima             | Vallcebre | masia        |                                          | 42° 11′ 47″ N, 1° 50′ 31″ E / 42.1962671448657°N,1.841917508217°E                                                 |                                            |                     | Modifica les dades a Wikidata |
|        | Cal Pastor                | Vallcebre | masia        |                                          | 42° 12′ 22″ N, 1° 49′ 50″ E / 42.2062023716077°N,1.83051879131361°E                                               |                                            |                     | Modifica les dades a Wikidata |
|        | Cal Pau                   | Vallcebre | masia        | Estil: arquitectura popular              | 42° 11′ 59″ N, 1° 49′ 35″ E / 42.1998°N,1.82631°E ca:El Divinal                                                   | bé integrant del patrimoni cultural català |                     | Modifica les dades a Wikidata |
|        | Cal Pau del Portet        | Vallcebre | masia        |                                          | 42° 11′ 50″ N, 1° 50′ 24″ E / 42.1971835454347°N,1.83991441560898°E                                               |                                            |                     | Modifica les dades a Wikidata |
|        | Cal Pauló                 | Vallcebre | masia        |                                          | 42° 12′ 39″ N, 1° 48′ 41″ E / 42.21096896842°N,1.81147155363546°E                                                 |                                            |                     | Modifica les dades a Wikidata |
|        | Cal Pauló de la Muntanya  | Vallcebre | masia        |                                          | 42° 12′ 12″ N, 1° 48′ 15″ E / 42.2032186722416°N,1.8040582788037°E                                                |                                            |                     | Modifica les dades a Wikidata |
|        | Cal Pere Tutor            | Vallcebre | masia        |                                          | 42° 12′ 35″ N, 1° 49′ 17″ E / 42.2096855231448°N,1.82150204745137°E                                               |                                            |                     | Modifica les dades a Wikidata |
|        | Cal Periques              | Vallcebre | masia        |                                          | 42° 12′ 07″ N, 1° 48′ 35″ E / 42.2020355246608°N,1.80979786233436°E                                               |                                            |                     | Modifica les dades a Wikidata |
|        | Cal Pipaire               | Vallcebre | masia        |                                          | 42° 11′ 53″ N, 1° 49′ 42″ E / 42.1979483120781°N,1.82832127119122°E                                               |                                            |                     | Modifica les dades a Wikidata |
|        | Cal Pubilló               | Vallcebre | masia        |                                          | 42° 12′ 24″ N, 1° 48′ 19″ E / 42.2065626628147°N,1.80518234451965°E                                               |                                            |                     | Modifica les dades a Wikidata |
|        | Cal Querot                | Vallcebre | masia        |                                          | 42° 11′ 36″ N, 1° 49′ 01″ E / 42.1934276740153°N,1.81695968159067°E                                               |                                            |                     | Modifica les dades a Wikidata |
|        | Cal Rambanes              | Vallcebre | masia        |                                          | 42° 12′ 42″ N, 1° 49′ 31″ E / 42.211803942413°N,1.82520611387766°E                                                |                                            |                     | Modifica les dades a Wikidata |
|        | Cal Ramon                 | Vallcebre | masia        |                                          | 42° 11′ 02″ N, 1° 49′ 16″ E / 42.1838415571927°N,1.82098922082549°E                                               |                                            |                     | Modifica les dades a Wikidata |
|        | Cal Rodó                  | Vallcebre | masia        |                                          | 42° 12′ 01″ N, 1° 49′ 24″ E / 42.2003925894324°N,1.82339475131888°E                                               |                                            |                     | Modifica les dades a Wikidata |
|        | Cal Sastre                | Vallcebre | masia        | Estil: arquitectura popular              | 42° 12′ 26″ N, 1° 48′ 57″ E / 42.2071°N,1.81582°E ca:Lloc de Dalt.                                                | bé integrant del patrimoni cultural català |                     | Modifica les dades a Wikidata |
|        | Cal Simon                 | Vallcebre | masia        | 18th century                             | 42° 12′ 42″ N, 1° 50′ 00″ E / 42.2117169251842°N,1.83344573355214°E ca:El Comellar                                |                                            |                     | Modifica les dades a Wikidata |
|        | Cal Soldat                | Vallcebre | masia        |                                          | 42° 12′ 09″ N, 1° 47′ 46″ E / 42.2023973301405°N,1.79613980648389°E                                               |                                            |                     | Modifica les dades a Wikidata |
|        | Cal Soler                 | Vallcebre | masia        | Estil: arquitectura popular              | 42° 13′ 17″ N, 1° 49′ 29″ E / 42.2213°N,1.82468°E ca:Els Hostalets                                                | bé integrant del patrimoni cultural català |                     | Modifica les dades a Wikidata |
|        | Cal Solsona               | Vallcebre | masia        |                                          | 42° 12′ 32″ N, 1° 50′ 11″ E / 42.2088739042245°N,1.83639333947888°E                                               |                                            |                     | Modifica les dades a Wikidata |
|        | Cal Solà                  | Vallcebre | masia        | Estil: arquitectura popular              | 42° 13′ 44″ N, 1° 48′ 31″ E / 42.229°N,1.80856°E ca:Sant Julià de Fréixens                                        | bé integrant del patrimoni cultural català |                     | Modifica les dades a Wikidata |
|        | Cal Sord                  | Vallcebre | masia        | 18th century                             | 42° 11′ 46″ N, 1° 48′ 52″ E / 42.1959774365317°N,1.81444133363949°E ca:Belians                                    |                                            |                     | Modifica les dades a Wikidata |
|        | Cal Sorribó               | Vallcebre | masia        |                                          | 42° 12′ 17″ N, 1° 48′ 00″ E / 42.2048518706307°N,1.80004216660158°E                                               |                                            |                     | Modifica les dades a Wikidata |
|        | Cal Tiet                  | Vallcebre | masia        | Estil: arquitectura popular 18th century | 42° 12′ 58″ N, 1° 48′ 31″ E / 42.2160544292433°N,1.80857750032886°E ca:La Barceloneta                             |                                            |                     | Modifica les dades a Wikidata |
|        | Cal Ton                   | Vallcebre | masia        |                                          | 42° 12′ 37″ N, 1° 50′ 17″ E / 42.2103305842723°N,1.83794147978845°E                                               |                                            |                     | Modifica les dades a Wikidata |
|        | Cal Toni                  | Vallcebre | masia        | 18th century                             | 42° 12′ 21″ N, 1° 49′ 36″ E / 42.2059102932276°N,1.82661148435617°E ca:El Comellar                                |                                            |                     | Modifica les dades a Wikidata |
|        | Cal Tutor                 | Vallcebre | masia        | Estil: arquitectura popular              | 42° 12′ 14″ N, 1° 48′ 44″ E / 42.2038°N,1.81223°E                                                                 | bé integrant del patrimoni cultural català |                     | Modifica les dades a Wikidata |
|        | Cal Vers                  | Vallcebre | masia        |                                          | 42° 13′ 03″ N, 1° 49′ 51″ E / 42.2173629661114°N,1.83071268305486°E                                               |                                            |                     | Modifica les dades a Wikidata |
|        | Cal Xela                  | Vallcebre | masia        |                                          | 42° 12′ 21″ N, 1° 49′ 47″ E / 42.2057623751116°N,1.82976375207694°E                                               |                                            |                     | Modifica les dades a Wikidata |
|        | Cal Xic                   | Vallcebre | masia        |                                          | 42° 12′ 11″ N, 1° 47′ 49″ E / 42.2030465503447°N,1.79707229758798°E                                               |                                            |                     | Modifica les dades a Wikidata |
|        | Cal Xiurets               | Vallcebre | masia        |                                          | 42° 12′ 39″ N, 1° 50′ 18″ E / 42.2108467844826°N,1.83822276607335°E                                               |                                            |                     | Modifica les dades a Wikidata |
|        | Cal Xotis                 | Vallcebre | masia        | 18th century                             | 42° 12′ 11″ N, 1° 48′ 40″ E / 42.2030769723105°N,1.81121976713682°E ca:Camí que porta a Cal Tutó.                 |                                            |                     | Modifica les dades a Wikidata |
|        | Can Ponç                  | Vallcebre | masia        |                                          | 42° 11′ 49″ N, 1° 49′ 00″ E / 42.1968098443278°N,1.81655746053401°E                                               |                                            |                     | Modifica les dades a Wikidata |
|        | Can Vila                  | Vallcebre | masia        | 18th century                             | 42° 11′ 49″ N, 1° 49′ 02″ E / 42.1970140624621°N,1.81714713287186°E ca:Belians                                    |                                            |                     | Modifica les dades a Wikidata |
|        | Casa Masot                | Vallcebre | masia        |                                          | 42° 12′ 14″ N, 1° 48′ 24″ E / 42.2039491423947°N,1.80674574887493°E                                               |                                            |                     | Modifica les dades a Wikidata |
|        | Castellnou                | Vallcebre | masia        | 18th century                             | 42° 12′ 13″ N, 1° 49′ 00″ E / 42.2036009318815°N,1.81660029880973°E ca:Carrer de Castellnou s/n, 08699 Vallcebre. |                                            |                     | Modifica les dades a Wikidata |
|        | Galceran                  | Vallcebre | masia        |                                          | 42° 12′ 50″ N, 1° 48′ 59″ E / 42.213850257021°N,1.8164289197432°E                                                 |                                            |                     | Modifica les dades a Wikidata |
|        | Pujal                     | Vallcebre | masia        |                                          | 42° 13′ 26″ N, 1° 49′ 07″ E / 42.223779982535°N,1.8186668263377°E                                                 |                                            |                     | Modifica les dades a Wikidata |
|        | el Comellar               | Vallcebre | masia        |                                          | 42° 12′ 38″ N, 1° 49′ 54″ E / 42.2105912534927°N,1.83168561756979°E                                               |                                            |                     | Modifica les dades a Wikidata |
|        | el Pla                    | Vallcebre | masia        | Estil: arquitectura popular              | 42° 11′ 54″ N, 1° 48′ 51″ E / 42.1984°N,1.81419°E                                                                 | bé integrant del patrimoni cultural català |                     | Modifica les dades a Wikidata |
|        | els Prats                 | Vallcebre | masia        |                                          | 42° 12′ 44″ N, 1° 49′ 52″ E / 42.2122257457468°N,1.8312314730232°E                                                |                                            |                     | Modifica les dades a Wikidata |
|        | l'Hostalet                | Vallcebre | masia        | Estil: arquitectura popular              | 42° 13′ 13″ N, 1° 50′ 04″ E / 42.2202°N,1.83456°E                                                                 | bé integrant del patrimoni cultural català |                     | Modifica les dades a Wikidata |
|        | la Batalla                | Vallcebre | masia        |                                          | 42° 13′ 06″ N, 1° 49′ 11″ E / 42.2182487974545°N,1.81959811636131°E                                               |                                            |                     | Modifica les dades a Wikidata |
|        | la Call                   | Vallcebre | masia        | 18th century                             | 42° 11′ 42″ N, 1° 48′ 47″ E / 42.1951247458648°N,1.81297966509014°E ca:Belians                                    |                                            |                     | Modifica les dades a Wikidata |
|        | la Carrera                | Vallcebre | masia        |                                          | 42° 13′ 16″ N, 1° 48′ 46″ E / 42.22101614241°N,1.8126601678475°E                                                  |                                            |                     | Modifica les dades a Wikidata |
|        | la Casanova               | Vallcebre | masia        |                                          | 42° 12′ 43″ N, 1° 48′ 43″ E / 42.2119200766136°N,1.81199888364962°E                                               |                                            |                     | Modifica les dades a Wikidata |
|        | la Creu d'Abella          | Vallcebre | masia        |                                          | 42° 12′ 35″ N, 1° 50′ 21″ E / 42.2095867178556°N,1.83919077583476°E                                               |                                            |                     | Modifica les dades a Wikidata |
|        | la Foranca                | Vallcebre | masia        |                                          | 42° 12′ 01″ N, 1° 46′ 46″ E / 42.2002482436332°N,1.7794168988418°E                                                |                                            |                     | Modifica les dades a Wikidata |
|        | la Muga                   | Vallcebre | masia        |                                          | 42° 13′ 00″ N, 1° 48′ 52″ E / 42.2167191014663°N,1.81448956510958°E                                               |                                            |                     | Modifica les dades a Wikidata |
|        | les Casulles              | Vallcebre | masia        |                                          | 42° 13′ 27″ N, 1° 48′ 15″ E / 42.224160010483°N,1.80425681503756°E                                                |                                            |                     | Modifica les dades a Wikidata |
|        | les Rotes                 | Vallcebre | masia        | 18th century                             | 42° 11′ 47″ N, 1° 49′ 23″ E / 42.196526325179°N,1.82313946329326°E ca:Belians                                     |                                            |                     | Modifica les dades a Wikidata |
|        | les Trencades             | Vallcebre | masia        |                                          | 42° 12′ 36″ N, 1° 50′ 09″ E / 42.2099205447358°N,1.83569572256139°E                                               |                                            |                     | Modifica les dades a Wikidata |

## mina
| imatge | Nom                  | Ubicat a  | instància de | Detalls | coordenades                                         | Protecció | Commons (més fotos)  | Dades a WD                    |
| ------ | -------------------- | --------- | ------------ | ------- | --------------------------------------------------- | --------- | -------------------- | ----------------------------- |
|        | Jaciments de Fumanya | Vallcebre | mina         |         | 42° 10′ 49″ N, 1° 47′ 45″ E / 42.1802°N,1.79575°E   |           | Jaciments de Fumanya | Modifica les dades a Wikidata |
|        | Mines de Vallcebre   | Vallcebre | mina         |         | 42° 12′ 01″ N, 1° 46′ 46″ E / 42.20019°N,1.779537°E |           |                      | Modifica les dades a Wikidata |

## molí d'aigua
| imatge | Nom               | Ubicat a  | instància de | Detalls                                  | coordenades                                                         | Protecció                                  | Commons (més fotos) | Dades a WD                    |
| ------ | ----------------- | --------- | ------------ | ---------------------------------------- | ------------------------------------------------------------------- | ------------------------------------------ | ------------------- | ----------------------------- |
|        | Molí de Boixons   | Vallcebre | molí d'aigua | Estil: arquitectura popular              | 42° 13′ 05″ N, 1° 49′ 58″ E / 42.218126°N,1.832886°E                | bé integrant del patrimoni cultural català |                     | Modifica les dades a Wikidata |
|        | Molí de Vallcebre | Vallcebre | molí d'aigua | Estil: arquitectura popular 18th century | 42° 12′ 43″ N, 1° 49′ 37″ E / 42.212004°N,1.826929°E ca:La Foradada | bé integrant del patrimoni cultural català |                     | Modifica les dades a Wikidata |

## muntanya
| imatge | Nom                | Ubicat a                | instància de | Detalls | coordenades                                                    | Protecció | Commons (més fotos) | Dades a WD                    |
| ------ | ------------------ | ----------------------- | ------------ | ------- | -------------------------------------------------------------- | --------- | ------------------- | ----------------------------- |
|        | Cap de la Devesa   | Vallcebre               | muntanya     |         | 42° 13′ 50″ N, 1° 48′ 43″ E / 42.2305°N,1.81181°E 1218.5 msnm  |           |                     | Modifica les dades a Wikidata |
|        | Cap del Portet     | Vallcebre               | muntanya     |         | 42° 11′ 33″ N, 1° 50′ 15″ E / 42.1925°N,1.8375°E               |           |                     | Modifica les dades a Wikidata |
|        | Roc del Picassall  | Saldes Vallcebre        | muntanya     |         | 42° 12′ 27″ N, 1° 47′ 15″ E / 42.2074°N,1.78739°E 1751.5 msnm  |           |                     | Modifica les dades a Wikidata |
|        | Roca de Castellar  | Vallcebre               | muntanya     |         | 42° 13′ 11″ N, 1° 48′ 14″ E / 42.2197°N,1.804°E 1359.2 msnm    |           |                     | Modifica les dades a Wikidata |
|        | Roca de Girbets    | Vallcebre               | muntanya     |         | 42° 13′ 05″ N, 1° 48′ 56″ E / 42.218°N,1.81558°E 1244.5 msnm   |           |                     | Modifica les dades a Wikidata |
|        | Roques d'Empalomar | Vallcebre               | muntanya     |         | 42° 11′ 48″ N, 1° 48′ 22″ E / 42.1968°N,1.80608°E 1483 msnm    |           | Roques d'Empalomar  | Modifica les dades a Wikidata |
|        | Serrat Voltor      | Fígols Saldes Vallcebre | muntanya     |         | 42° 11′ 17″ N, 1° 46′ 37″ E / 42.188121°N,1.777023°E 2282 msnm |           | Serrat Voltor       | Modifica les dades a Wikidata |
|        | Tossal Llisoi      | Vallcebre               | muntanya     |         | 42° 12′ 04″ N, 1° 50′ 37″ E / 42.201154°N,1.84353°E 1326 msnm  |           |                     | Modifica les dades a Wikidata |

## nucli de població
| imatge | Nom             | Ubicat a  | instància de      | Detalls | coordenades                                                         | Protecció | Commons (més fotos) | Dades a WD                    |
| ------ | --------------- | --------- | ----------------- | ------- | ------------------------------------------------------------------- | --------- | ------------------- | ----------------------------- |
|        | Belians         | Vallcebre | nucli de població |         | 42° 11′ 39″ N, 1° 49′ 00″ E / 42.19404071734°N,1.816798655395°E     |           |                     | Modifica les dades a Wikidata |
|        | el Divinal      | Vallcebre | nucli de població |         | 42° 11′ 57″ N, 1° 49′ 34″ E / 42.1992305563764°N,1.82600835013659°E |           |                     | Modifica les dades a Wikidata |
|        | la Coma d'Arnau | Vallcebre | nucli de població |         | 42° 12′ 19″ N, 1° 49′ 39″ E / 42.2052965415087°N,1.82736176606266°E |           |                     | Modifica les dades a Wikidata |
|        | la Muntanya     | Vallcebre | nucli de població |         | 42° 12′ N, 1° 48′ E / 42.2°N,1.8°E 1400 msnm                        |           |                     | Modifica les dades a Wikidata |
|        | les Comes       | Vallcebre | nucli de població |         | 42° 11′ 42″ N, 1° 49′ 44″ E / 42.1950654278139°N,1.82889095548201°E |           |                     | Modifica les dades a Wikidata |

## pont
| imatge | Nom                            | Ubicat a  | instància de | Detalls                                           | coordenades                                                                         | Protecció | Commons (més fotos) | Dades a WD                    |
| ------ | ------------------------------ | --------- | ------------ | ------------------------------------------------- | ----------------------------------------------------------------------------------- | --------- | ------------------- | ----------------------------- |
|        | Pont 1 a l'Hostalet            | Vallcebre | pont         | 1940 Estat: malmès                                | 42° 13′ 09″ N, 1° 50′ 06″ E / 42.21923°N,1.83489°E ca:La Conangla                   |           |                     | Modifica les dades a Wikidata |
|        | Pont 1 de la Mina Maria Teresa | Vallcebre | pont         | 1950 Estat: bon estat                             | 42° 12′ 04″ N, 1° 48′ 45″ E / 42.2012°N,1.81242°E ca:Mina Transversal Maria Teresa  |           |                     | Modifica les dades a Wikidata |
|        | Pont 2 a l'Hostalet            | Vallcebre | pont         | Estil: arquitectura popular 1940 Estat: bon estat | 42° 13′ 12″ N, 1° 50′ 05″ E / 42.21998°N,1.83477°E ca:La Conangla                   |           |                     | Modifica les dades a Wikidata |
|        | Pont 2 de la Mina Maria Teresa | Vallcebre | pont         | 1950 Estat: bon estat                             | 42° 12′ 04″ N, 1° 48′ 46″ E / 42.20111°N,1.81277°E ca:Mina Transversal Maria Teresa |           |                     | Modifica les dades a Wikidata |
|        | Pont 3 de la Mina Maria Teresa | Vallcebre | pont         | 20th century Estat: bon estat                     | 42° 12′ 04″ N, 1° 48′ 53″ E / 42.201°N,1.81464°E ca:Mina Transversal Maria Teresa   |           |                     | Modifica les dades a Wikidata |
|        | Pont Cal Xalet                 | Vallcebre | pont         | 19th century Estat: bon estat                     | 42° 12′ 07″ N, 1° 49′ 15″ E / 42.20205°N,1.82075°E ca:l'Obac 1150 msnm              |           |                     | Modifica les dades a Wikidata |
|        | Pont de Cal Bernat             | Vallcebre | pont         | Estat: bon estat                                  | 42° 12′ 05″ N, 1° 48′ 57″ E / 42.2013°N,1.81588°E ca:Raval de Belians               |           |                     | Modifica les dades a Wikidata |
|        | Pont de Cal Dents              | Vallcebre | pont         | 1950 Estat: bon estat                             | 42° 12′ 04″ N, 1° 48′ 42″ E / 42.20113°N,1.81153°E ca:Torrent del Forat Negre       |           |                     | Modifica les dades a Wikidata |
|        | Pont de Cal Marc               | Vallcebre | pont         | Estat: bon estat                                  | 42° 12′ 07″ N, 1° 49′ 07″ E / 42.2019°N,1.81859°E ca:Cal Marc, El Divinal 1103 msnm |           |                     | Modifica les dades a Wikidata |
|        | Pont de Cal Periques           | Vallcebre | pont         | Estat: bon estat                                  | 42° 12′ 05″ N, 1° 48′ 34″ E / 42.2015°N,1.80951°E ca:Cal Periques 1218 msnm         |           |                     | Modifica les dades a Wikidata |
|        | Pont de Cal Toni               | Vallcebre | pont         | Estat: bon estat                                  | 42° 12′ 23″ N, 1° 49′ 32″ E / 42.20631°N,1.82542°E ca:El Comellar 1033 msnm         |           |                     | Modifica les dades a Wikidata |
|        | Pont de Cal Xello              | Vallcebre | pont         | Estat: bon estat                                  | 42° 12′ 23″ N, 1° 49′ 43″ E / 42.20641°N,1.8287°E ca:La Coma d'Arnau                |           |                     | Modifica les dades a Wikidata |
|        | Pont i passarel·les Periques   | Vallcebre | pont         |                                                   | 42° 12′ 05″ N, 1° 48′ 34″ E / 42.20146°N,1.80948°E ca:Torrent del Forat Negre       |           |                     | Modifica les dades a Wikidata |

## serra
| imatge | Nom                  | Ubicat a         | instància de | Detalls | coordenades                                                          | Protecció | Commons (més fotos)  | Dades a WD                    |
| ------ | -------------------- | ---------------- | ------------ | ------- | -------------------------------------------------------------------- | --------- | -------------------- | ----------------------------- |
|        | Serra de Burella     | Saldes Vallcebre | serra        |         | 42° 14′ 09″ N, 1° 47′ 46″ E / 42.2357°N,1.79614°E 1230.7 msnm        |           |                      | Modifica les dades a Wikidata |
|        | Serra de Mata-rodona | Saldes Vallcebre | serra        |         | 42° 12′ 27″ N, 1° 47′ 42″ E / 42.2076°N,1.79494°E 1752 msnm          |           | Serra de Mata-rodona | Modifica les dades a Wikidata |
|        | Serrat Negre         | Saldes Vallcebre | serra        |         | 42° 11′ 33″ N, 1° 46′ 13″ E / 42.1926°N,1.77025°E 2281.8 msnm        |           |                      | Modifica les dades a Wikidata |
|        | Serrat de Pujal      | Vallcebre        | serra        |         | 42° 13′ 31″ N, 1° 49′ 41″ E / 42.22530556°N,1.82805556°E 1113.6 msnm |           |                      | Modifica les dades a Wikidata |
|        | Serrat de Sant Joan  | Vallcebre        | serra        |         | 42° 11′ 36″ N, 1° 50′ 29″ E / 42.19331667°N,1.84147222°E 1354.9 msnm |           |                      | Modifica les dades a Wikidata |
|        | les Palanquetes      | Vallcebre        | serra        |         | 42° 13′ 07″ N, 1° 48′ 38″ E / 42.2186°N,1.81044°E 1359.2 msnm        |           |                      | Modifica les dades a Wikidata |

## Misc
| imatge | Nom                                 | Ubicat a                                                      | instància de                                                          | Detalls                          | coordenades                                                                                              | Protecció                                            | Commons (més fotos)                 | Dades a WD                    |
| ------ | ----------------------------------- | ------------------------------------------------------------- | --------------------------------------------------------------------- | -------------------------------- | --- | ---------------------------------------------------- | ----------------------------------- | ----------------------------- |
|        | Balmes de Ca l'Isidret              | Vallcebre                                                     | abric rocós                                                           |                                  | 42° 12′ 56″ N, 1° 49′ 40″ E / 42.2156931208656°N,1.82770250654551°E                                      |                                                      |                                     | Modifica les dades a Wikidata |
|        | Castell de la Grallera              | Vallcebre                                                     | castell                                                               | 1255                             | 42° 12′ 12″ N, 1° 49′ 03″ E / 42.203248°N,1.817518°E ca:Els Hostalets                                    | bé d'interès cultural bé cultural d'interès nacional |                                     | Modifica les dades a Wikidata |
|        | Serra d'Ensija-els Rasos de Peguera | Castellar del Riu Cercs Fígols Vallcebre Saldes Gósol Guixers | àrea protegida espai d'interès natural Pla d'Espais d'Interès Natural | 1992 Superfície: 4341.55981ha    | 42° 11′ N, 1° 44′ E / 42.19°N,1.74°E                                                                     |                                                      | Serra d'Ensija-els Rasos de Peguera | Modifica les dades a Wikidata |
|        | Serrat Voltor                       | Vallcebre                                                     | vèrtex geodèsic                                                       | Alt: 1.2m                        | 42° 11′ 17″ N, 1° 46′ 37″ E / 42.188122°N,1.777019°E 2280.84 msnm                                        |                                                      |                                     | Modifica les dades a Wikidata |
|        | casa consistorial de Vallcebre      | Vallcebre                                                     | casa consistorial                                                     |                                  | 42° 12′ 12″ N, 1° 49′ 03″ E / 42.2032777°N,1.8174739°E                                                   |                                                      |                                     | Modifica les dades a Wikidata |
|        | cementiri de Vallcebre              | Vallcebre                                                     | cementiri                                                             |                                  | 42° 12′ 33″ N, 1° 49′ 12″ E / 42.209128320754°N,1.81986487255082°E                                       |                                                      |                                     | Modifica les dades a Wikidata |
|        | coll de Pradell                     | Vallcebre                                                     | collada                                                               |                                  | 42° 12′ 07″ N, 1° 46′ 22″ E / 42.2019°N,1.77278°E 1735 msnm                                              |                                                      |                                     | Modifica les dades a Wikidata |
|        | creu del Collell                    | Vallcebre                                                     | creu monumental                                                       |                                  | 42° 11′ 36″ N, 1° 49′ 10″ E / 42.1934444945246°N,1.81946639029272°E 1212 msnm                            |                                                      |                                     | Modifica les dades a Wikidata |
|        | riu de Saldes                       | Saldes Gisclareny Vallcebre Guardiola de Berguedà             | curs d'aigua                                                          | Desemboca: Llobregat Llarg: 17km | 42° 11′ 27″ N, 1° 44′ 06″ E / 42.190769°N,1.73503°E 42° 12′ 53″ N, 1° 52′ 09″ E / 42.214775°N,1.869164°E |                                                      | Riu de Saldes                       | Modifica les dades a Wikidata |
|        | serra d'Ensija                      | Vallcebre Saldes Fígols                                       | serralada                                                             |                                  | 42° 11′ 03″ N, 1° 45′ 17″ E / 42.184133°N,1.754818°E 2320 msnm                                           |                                                      | Serra d'Ensija                      | Modifica les dades a Wikidata |